# Electrophaes aurata
Electrophaes aurata là một loài bướm đêm trong họ Geometridae.